# دانشگاه ویسکانسین-میلواکی
دانشگاه ویسکانسین-میلواکی (به انگلیسی: University of Wisconsin-Milwaukee) یک دانشگاه تحقیقاتی دولتی در میلواکی واقع در ایالت ویسکانسین آمریکا است که در سال ۱۹۵۶ میلادی بنیان‌نهاده شده‌است.

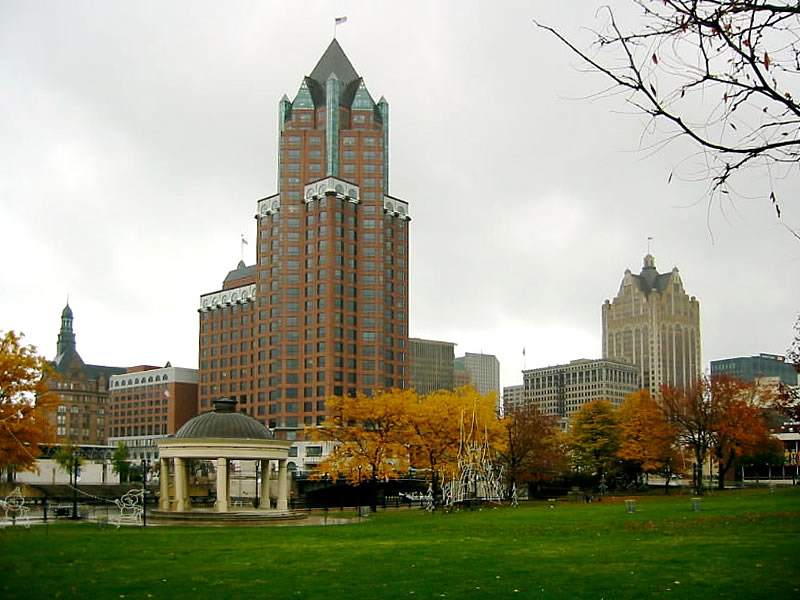
نمایی از دانشگاه

## نگارخانه

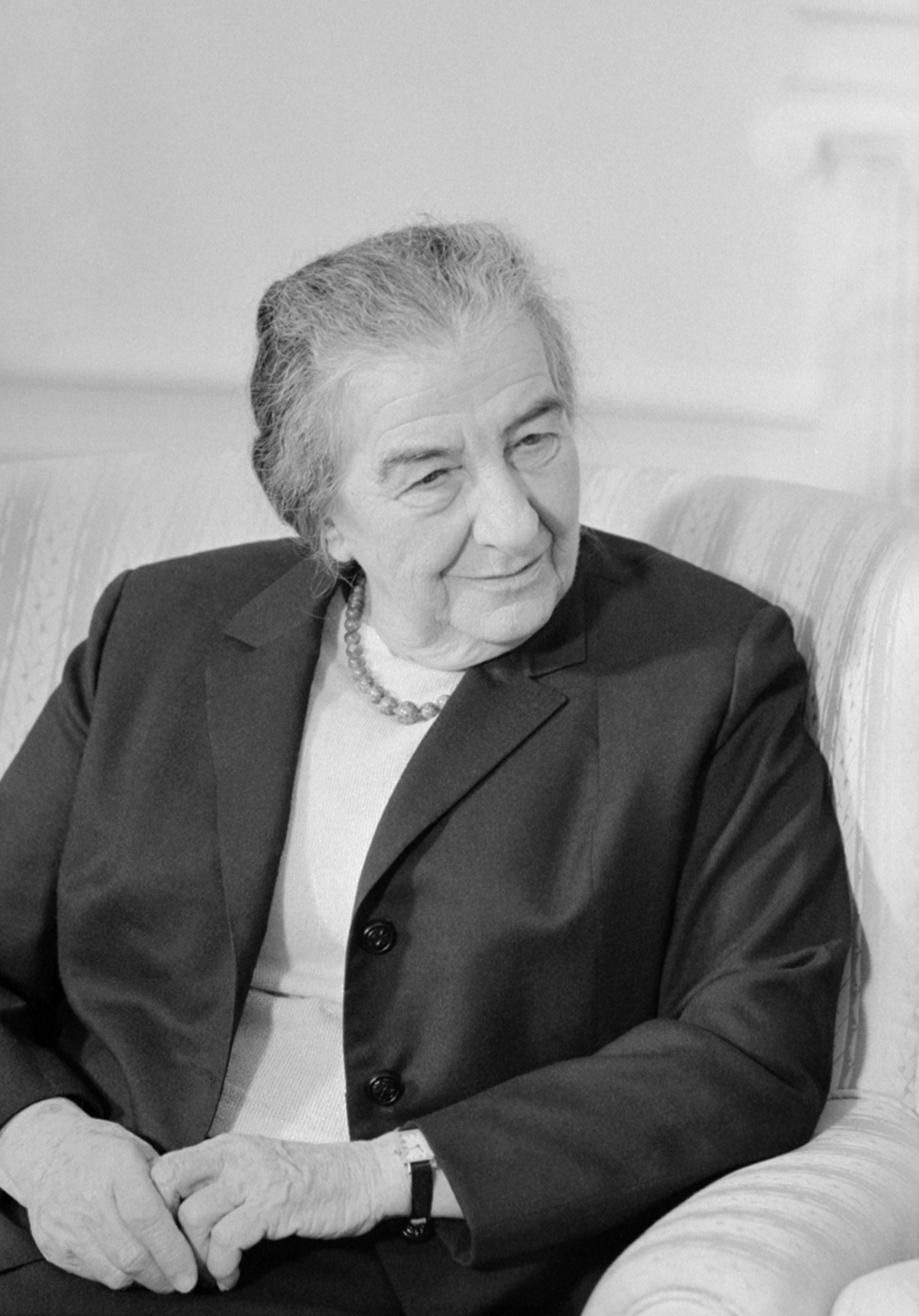
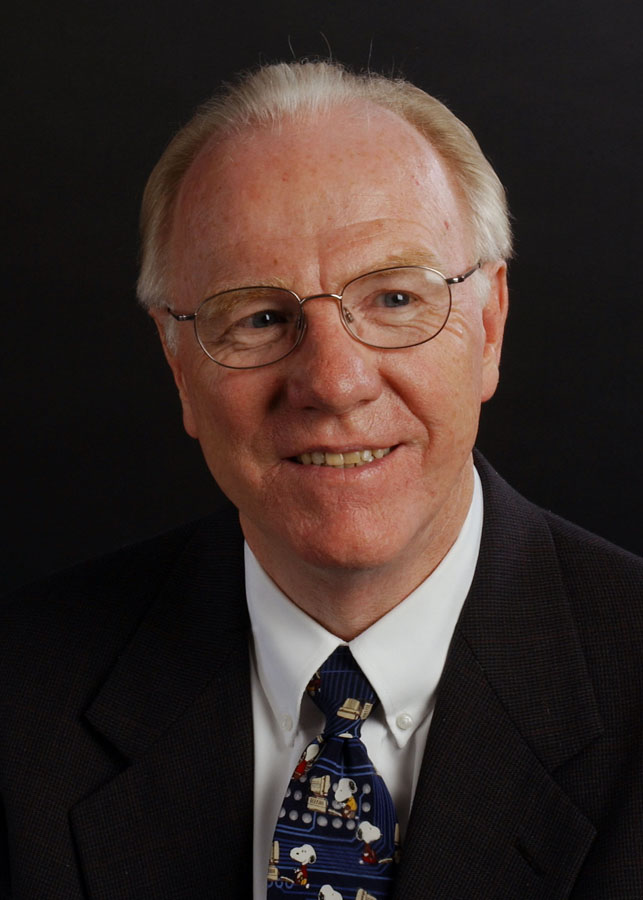
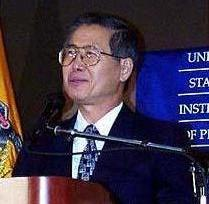
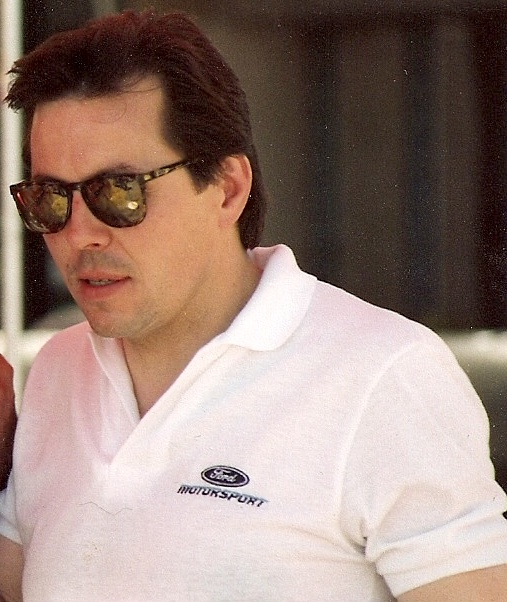
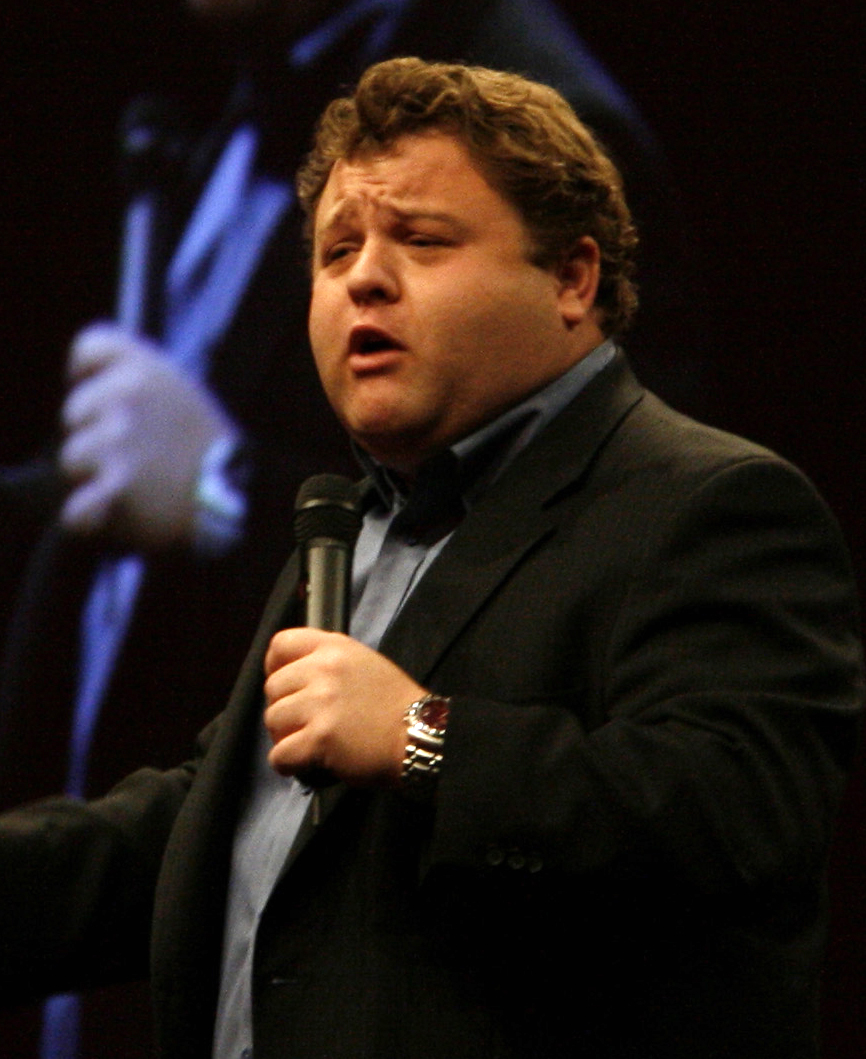